# Pedro Boada
Pedro Luis Boada (Cumaná, Venezuela, 26 de julio de 1977) es un futbolista venezolano. Juega de defensa y su actual equipo es el Monagas Sport Club.

## Biografía
Hizo su debut con Nueva Cádiz Fútbol Club en el año 1998 y permanece hasta el año 2004, en el que es traspasado al Deportivo Táchira hasta el 2007 que César Farías se lo lleva al Deportivo Anzoátegui.

## Selección nacional
- Debutó en la Selección de fútbol de Venezuela en un partido amistoso disputado contra Ecuador el 17 de agosto de 2005 disputado en el Estadio Reina del Cisne de Loja con derrota de su equipo 1-3, disputando 44 minutos del segundo tiempo.

- Debutó en una Eliminatoria Mundialista contra Uruguay el 14 de junio de 2008 en un partido disputado en el Estadio Centenario de Montevideo con resultado de 1-1, disputando tan solo 4 minutos del segundo tiempo sustituyendo a Giancarlo Maldonado.

El 6 de junio de 2008 participó en la victoria histórica del 2-0 contra Brasil en la ciudad de Boston, la primera victoria de la Vinotinto contra Brasil tras 38 años de derrotas, disputando los 90 minutos.

### Boada en la Vinotinto
| Detalle                  | Juegos | Goles |
| ------------------------ | ------ | ----- |
| Copa América             | 0      | 0     |
| Eliminatorias al Mundial | 6      | 0     |
| Amistosos                | 5      | 0     |
| Total                    | 10     | 0     |

Último Partido: Venezuela - Costa Rica (13 de mayo de 2009)

### Participaciones en Eliminatorias al Mundial
| Eliminatorias     | Resultado | PJ | Goles |
| ----------------- | --------- | -- | ----- |
| Eli. Mundial 2010 | 8.º lugar | 5  | 0     |

## Clubes
| Club                 | País      | Año         | PJ | Goles |
| -------------------- | --------- | ----------- | -- | ----- |
| Nueva Cádiz FC       | Venezuela | 1998-1999   |    |       |
| Carabobo FC          | Venezuela | 2001-2002   |    |       |
| Nacional Táchira     | Venezuela | 2001-2002   |    |       |
| Atlético Zulia FC    | Venezuela | 2002-2003   |    | 1     |
| Trujillanos Valera   | Venezuela | 2003-2005   |    |       |
| Deportivo Táchira    | Venezuela | 2005-2007   | 53 | 2     |
| Deportivo Anzoátegui | Venezuela | 2007-2009   | 63 | 2     |
| Deportivo Táchira    | Venezuela | 2010-actual |    |       |
| Zulia Fútbol Club    | Venezuela | 2013-       |    |       |

### Competiciones
| Competición        | PJ | Goles |
| ------------------ | -- | ----- |
| Liga Venezolana    |    | 5     |
| Copa Venezuela     |    |       |
| Copa Libertadores  |    |       |
| Copa de Campeones  |    |       |
| Selección Nacional | 11 | 0     |
| Total de Carrera   |    |       |

## Palmarés

### Campeonatos nacionales
| Título          | Club             | País      | Año       |
| --------------- | ---------------- | --------- | --------- |
| Liga Venezolana | Nacional Táchira | Venezuela | 2001-2002 |